# シュミッテン (ホーホタウヌス)
シュミッテン (ドイツ語: Schmitten) は、ドイツ連邦共和国ヘッセン州ダルムシュタット行政管区に属すホーホタウヌス郡の町村（以下、本項では便宜上「町」と記述する）であり、ルフトクアオルト（空気の清浄な保養地）である。

## 地理

### 位置
シュミットはヒンタータウヌス東部、グローサー・フェルトベルク (879 m) の麓に位置する。この山はタウヌス山地の最高峰であり、その山頂は本市の市域に含まれる。この山に位置する集落はタウヌスで最も高い場所にある集落である。シュミッテンをヴァイル川が流れている。この川はフェルトベルク山塊の北斜面から湧出し、ヴァイルブルク近くでラーン川に合流する。

### 隣接する市町村
シュミッテンは、北はヴァイルロートおよびウージンゲン、東はノイ＝アンスパハおよびバート・ホムブルク・フォア・デア・ヘーエ、南はオーバーウルゼルおよびケーニヒシュタイン・イム・タウヌス、西はグラースヒュッテンおよびヴァルデムスと境を接する。ヴァルデムスはラインガウ＝タウヌス郡、他はいずれもホーホタウヌス郡に属す。

### 市の構成
シュミッテン市は9つの地区で構成されている。これらは、1972年の地域再編までに合併した旧市町村である。
| 市区                     | 市区             | 紋章                                 | 面積     | 人口（人） |
| ------------------------ | ---------------- | ------------------------------------ | -------- | ---------- |
| アルノルツハイン         | Arnoldshain      | Wappen von Arnoldshain               | 8.26 km2 | 1,917      |
| ブロムバッハ             | Brombach         | Wappen von Brombach                  | 2.98 km2 | 507        |
| ドルフヴァイル           | Dorfweil         | Wappen von Dorfweil                  | 3.67 km2 | 684        |
| フーノルツタール         | Hunoldstal       | Wappen von Hunoldstal                | 2.22 km2 | 434        |
| ニーダーライフェンベルク | Niederreifenberg | Wappen von Niederreifenberg          | 4.15 km2 | 1,354      |
| オーバーライフェンベルク | Oberreifenberg   | Wappen von Oberreifenberg            | 3.83 km2 | 1,922      |
| シュミッテン             | Schmitten        | Wappen von Schmitten (alte Gemeinde) | 4.05 km2 | 1,320      |
| ゼーレンベルク           | Seelenberg       | Wappen von Seelenberg                | 3.41 km2 | 570        |
| トライスベルク           | Treisberg        | Wappen von Treisberg                 | 2.87 km2 | 183        |

## 歴史

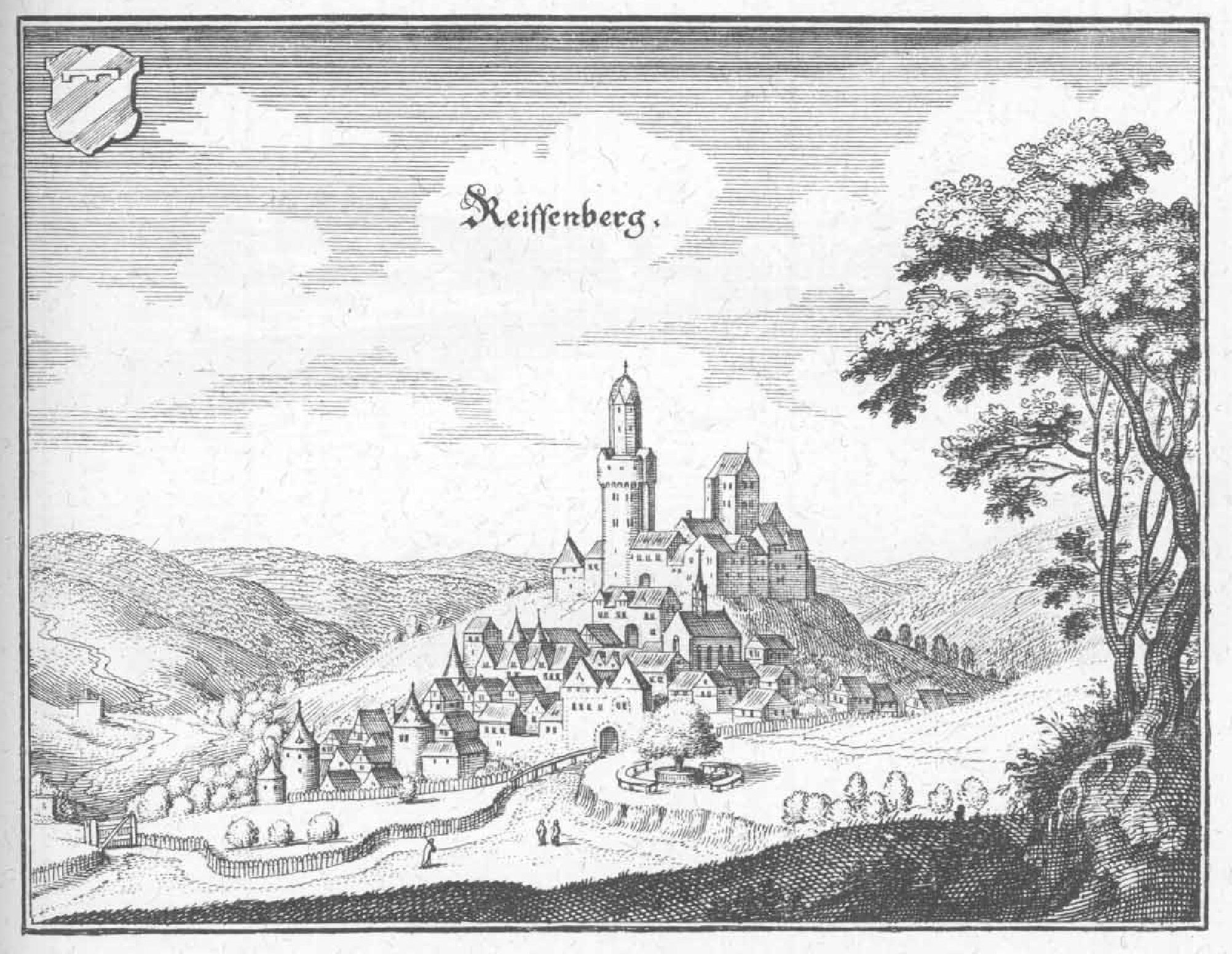
1655年のマテウス・メーリアンの銅版画に描かれたライフェンベルク

シュミッテンは1399年に Waldschmidt として初めて文献に記録されている。この地名は、ハットシュタイン城下の森 (Wald) の中の釘鍛冶 (Nagel-Schmiede) を意味している。ハットシュタイン騎士家 (Hazechenstein) はライフェンベルク家 (Riffinberg) と血縁関係にあり、あるいは同一であった可能性もある。この家は元々ラーン川北側のヴェスターヴァルト地方かリムブルク周辺の家系であった。1156年のヴァルスドルフの土地台帳には Guntramus de Hazechenstein（ハットシュタイン家の土地）という記述が見られる。
ハットシュタイン騎士家は、その城砦を何度も破壊されたが、バート・カムベルク、ウージンゲン（ハットシュタインヴァイアー）、シュトックハイム、ヴァイルバッハ、アシャッフェンブルク、マインアシャッフ、ケーニヒシュタイン、フランクフルト・アム・マインに所領を有していた。ハットシュタイン家はヴェッテラウのミュンツェンベルク城建設にも関わっている。
ライフェンベルク家とハットシュタイン家は、中世を通してヘッセンで最も影響力を有していた家門の一つであった。フィリップ・フォン・ライフェンベルクは皇帝の軍事顧問官であり、マインツ選帝侯領の議員で官僚であった（1548年没）。ライフェンベルク男爵マールクヴァルト（1560年 - 1581年）はシュパイアー司教、ライフェンベルク男爵ヨハン・ハインリヒ（1628年3月4日没）は皇帝の侍従、ライフェンベルク男爵フィリップ・ルートヴィヒ（1686年3月23日没）はマインツとトリアーの聖堂参事会員で初代エアフルト総督を務めた。
1389年、ハットシュタイン家とライフェンベルク家はクロンベルク騎士家とともにフランクフルト市に対して「クロンベルガー・フェーデ」を戦った。5月14日フランクフルト市民が多くの動員兵とともにクロンベルク城を囲んだが、ハーナウとプファルツ選帝侯の軍勢がこの包囲から救出するために出動した。彼らは「エシュボルンの戦い」でフランクフルト兵を追い払い、数多くを捕虜とした。その中には市長や全パン職人および靴職人がいた。身代金 73,000 グルデンでフランクフルトとの抗争は終結し、4つの監視所を含むフランクフルト防衛施設の建設が始まった。
このようにシュミッテンの歴史と分かち難く結びついたハットシュタイン騎士家は、1767年のヨハン・コンスタンティン・フィリップ・フォン・ハットシュタインの死によって断絶した。

### 町村合併
現在の自治体シュミッテンは、ヘッセン州の地域再編に伴って成立した。最初のステップでは、1972年4月1日にシュミッテン、ブロムバッハ、フーノルツタール、ゼーレンベルクが自由意思に基づき合併した。この自治体は次いで同年8月1日に州法に基づきアルノルツハイン、ドルフヴァイル、ライフェンベルク、トライスベルクと合併し、現在の自治体が成立した。ライフェンベルクはこれ以前の1971年12月31日に当時マイン＝タウヌス郡に属していたニーダーライフェンベルクとオーバーライフェンベルクから成立していた町で、シュミッテンとの合併を拒んでいた。ライフェンベルク住民の意に反してヘッセン州議会は1972年7月11日に SPD と FDP の賛成により、1972年8月1日にシュミッテンの新設に関する法律が発効した。州政府は新しく成立する自治体の名称として「ヴァイルシュプリンゲ」を提案した。この提案は、いずれの地区でも賛同が得られず、シュミッテンが町名として確定した。シュミットには行政地区は設けられていない。

## 住民

### 宗教

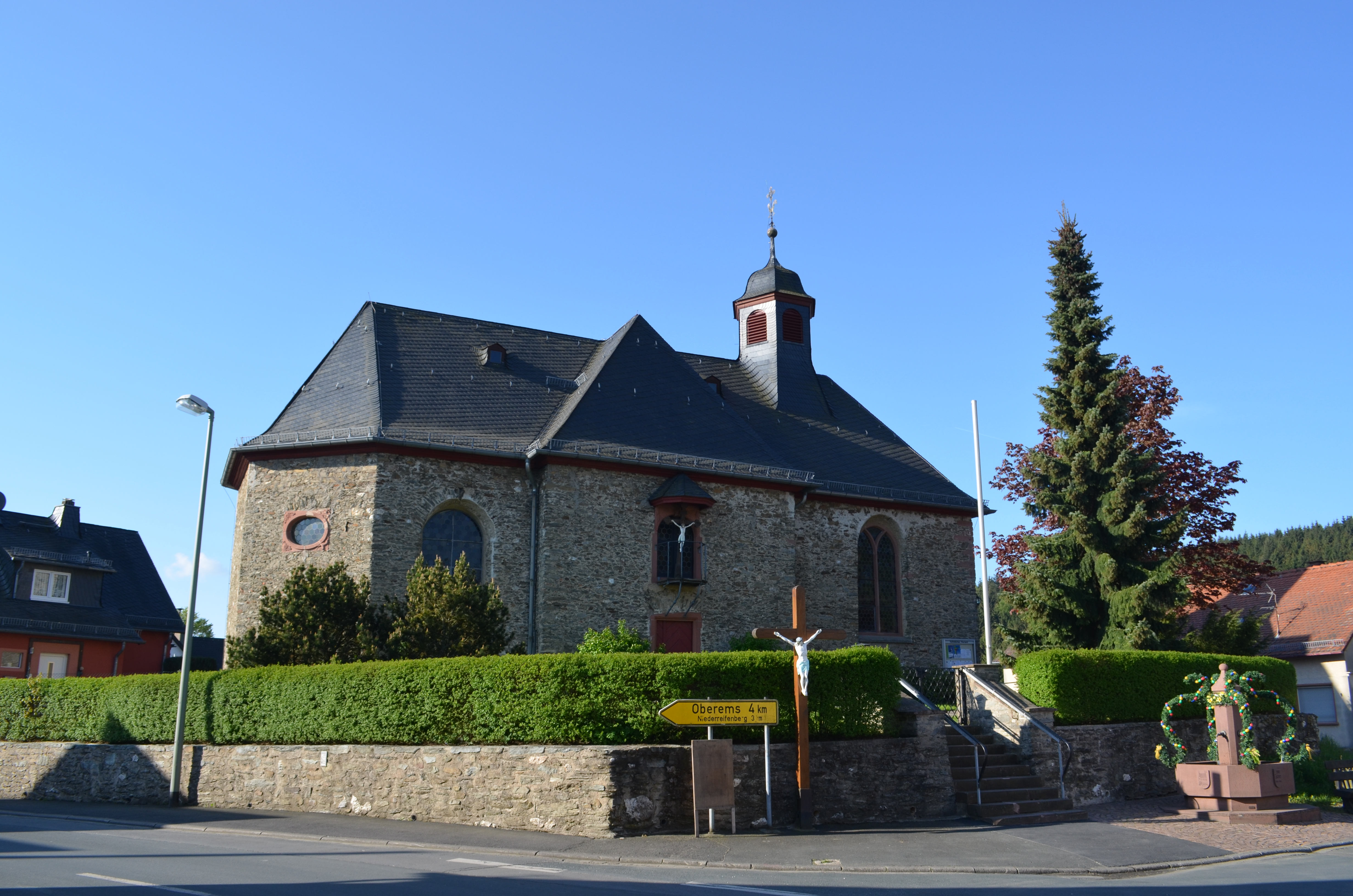
ゼーレンベルクの聖カジミール教会

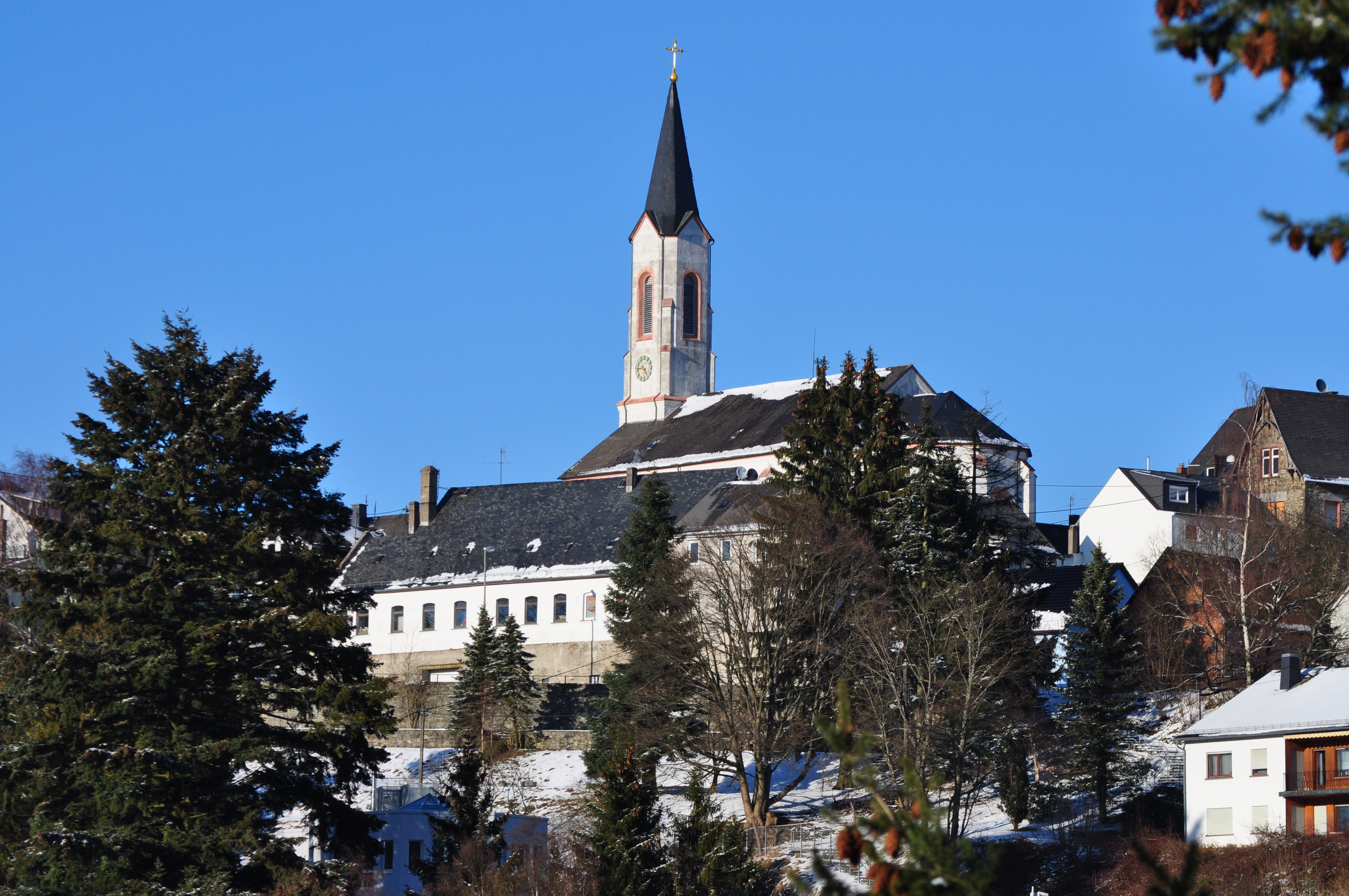
オーバーライフェンベルクの聖ゲオルク教会

#### キリスト教

##### 福音主義
- 福音主義アルノルツハイン教会、アルノルツハイン、シュミッテン、ゼーレンベルク、オーバーライフェンベルク、ニーダーライフェンベルクを管轄する。
- 福音主義ヴァイルナウ教会（ヴァイルロートにある）、トライスベルクを管轄する。
- 福音主義ロート・アム・ベルク（ノイ＝アンスパハにある）、フーノルツタール、ブロムバッハ、ドルフヴァイルを管轄する。

##### カトリック
いずれのカトリック教会もシュロスボルン＝シュミット地域司牧会の一部である。
- シュミット主任司祭区
  - 聖カール・ボロメウス教会シュミッテン
  - 聖カジミール教会ゼーレンベルク
- ニーダーライフェンベルク洗礼者聖ヨハネ主任司祭区
- オーバーライフェンベルク聖ゲオルク主任司祭区

##### 福音主義メソジスト派
- ブロムバッハ福音主義メソジスト教会

#### ユダヤ教
1800年頃からシュミットには小さなユダヤ教会が存在していた。1844年11月15日にこの教会はシナゴーグを献堂した。このシナゴーグは57人の男性、24人の女性信者が利用できた。ユダヤ教会には、1843年には27人、1890年には20人、1932年でも14人の信者が属していた。1890年7月12日にウージンゲン郡の郡長はシュミッテンのユダヤ教会にアンスパハのユダヤ教会信者を統合するよう命じた。この命令に反してシュミッテンのユダヤ教会は、6家族の受け容れを拒否した。文化責任者のジーナ・ヘスは、1880年7月30日の文書により行政管区長官の決定撤回を獲得し、シュミッテンの教会の独立性を保持した。

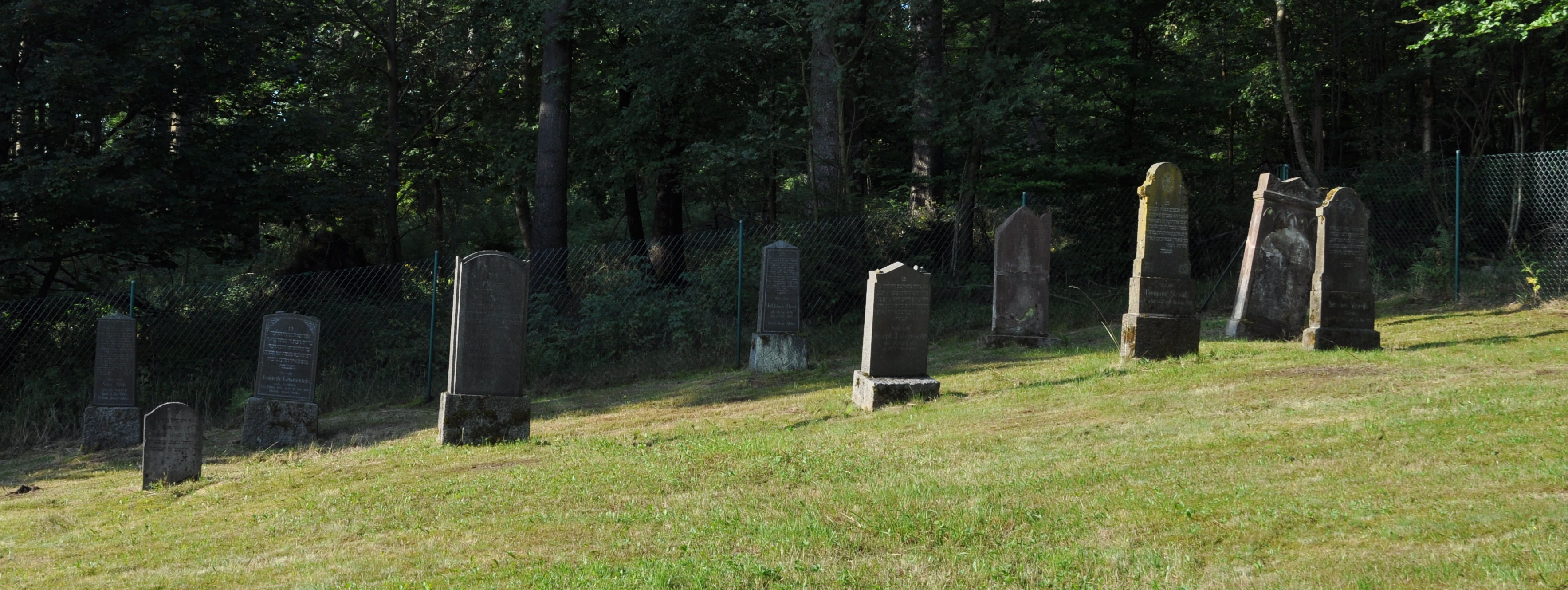
シュミッテンのユダヤ人墓地

##### ユダヤ人墓地
シュミッテンの外側約 2 km のユーデンコプフの斜面上にユダヤ人墓地がある。この墓地は1820年に設けられた。1935年頃に最後の埋葬が行われた。この墓地にはヘブライ語とドイツ語が刻まれた9基の墓石が遺されている。1812年の10基目の墓石は、アルノルツハインのユダヤ人墓地にあったものである。この墓石は1974年頃に発見され、その後シュミッテンの墓地に移された。この墓地は市民団体が管理している。

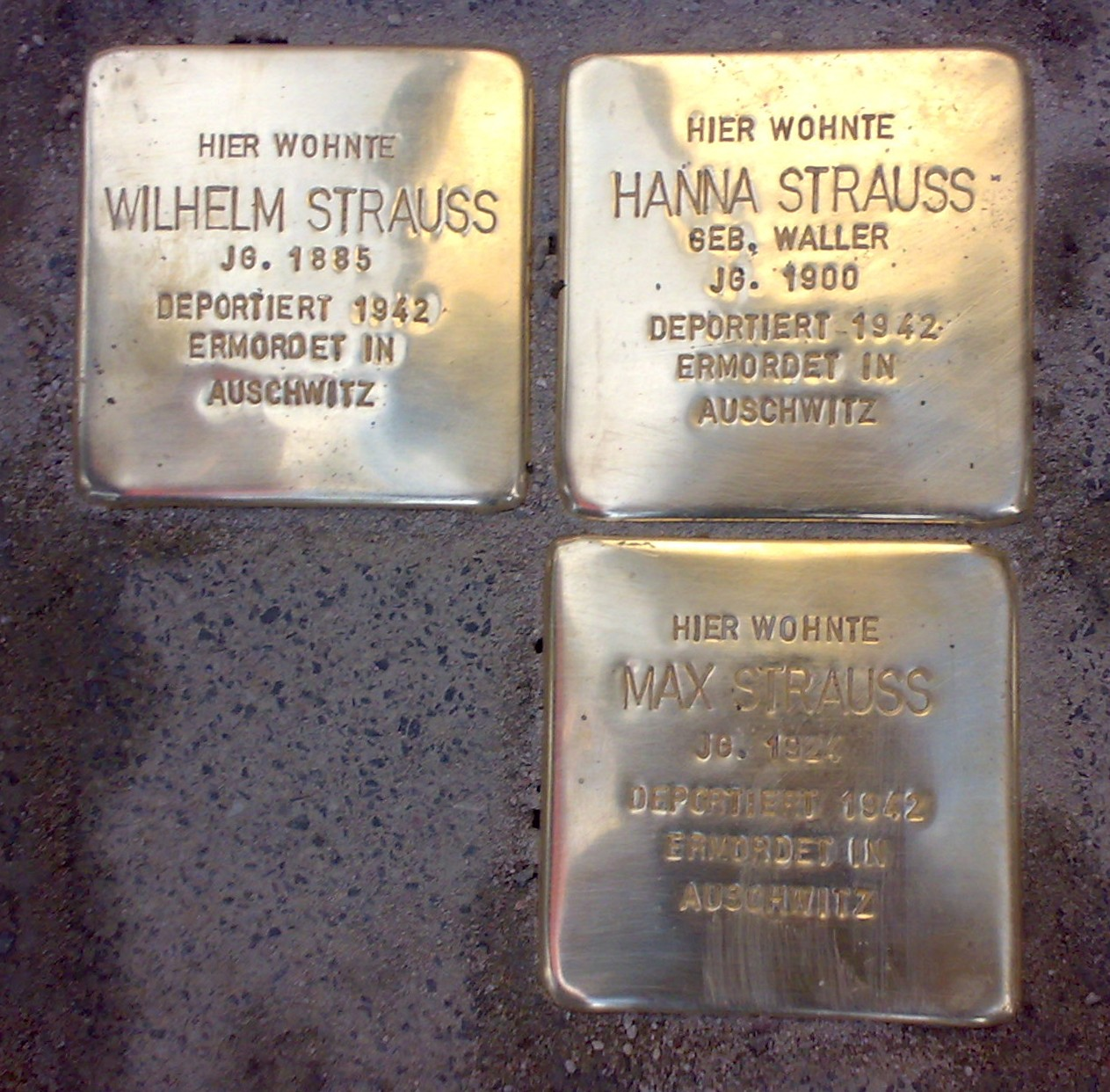
シュミッテンのストルパーシュタイン

##### 躓きの石
シュミッテンの3つのストルパーシュタイン（躓きの石）は2009年10月13日に設置された。

##### ユダヤ人追悼の場
ヴィーガー通り（旧シナゴーグ通り）沿いの旧シナゴーグ跡に1995年7月15日に建立された記念碑、かつてのシュトラウス家のホテル前に設置された3つのストルパーシュタイン、ヴァイセン・シュタイン近くのユダヤ人墓地跡がシュミットにおけるユダヤ人の生活をしのばせる。

## 行政

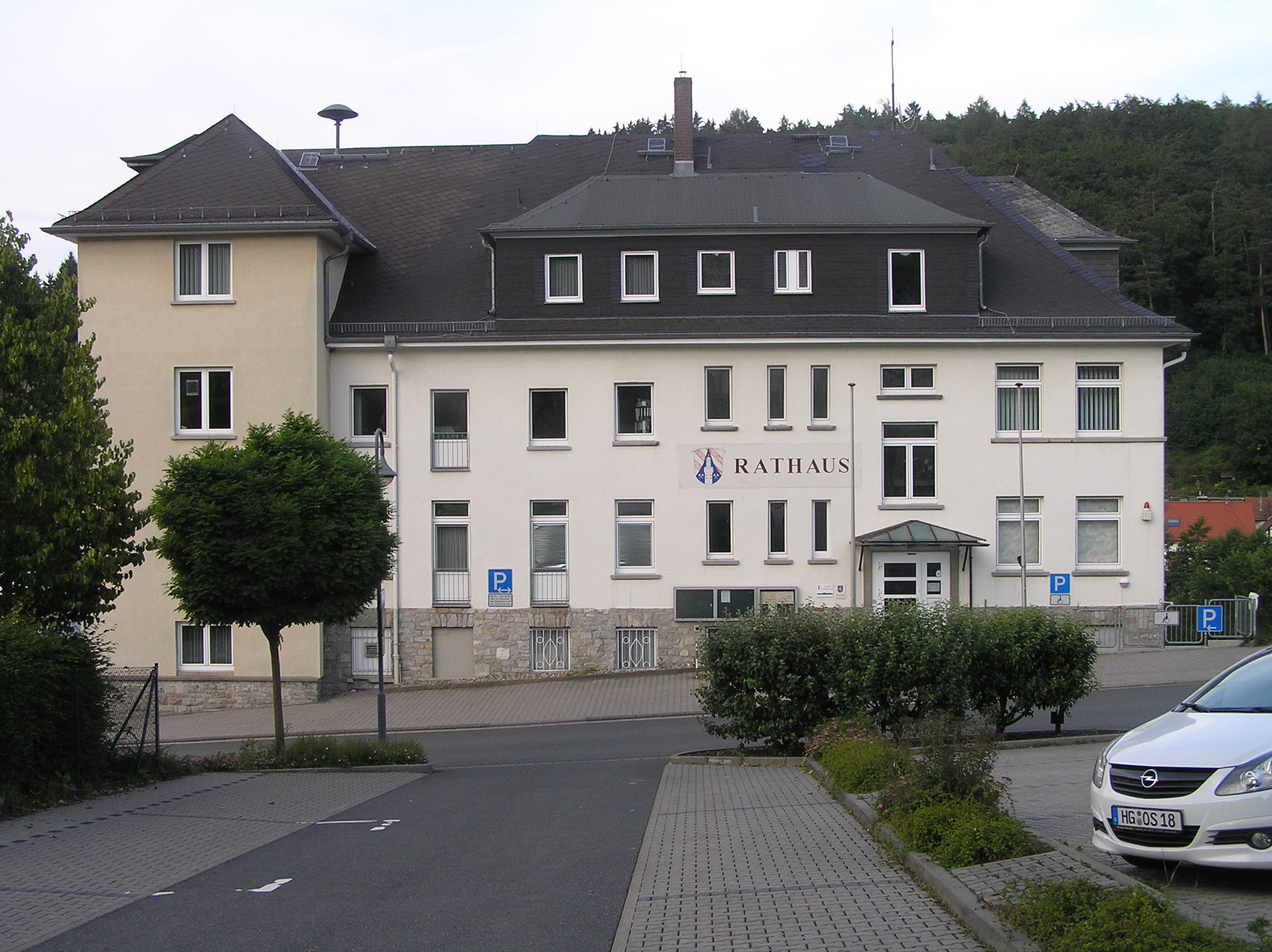
シュミッテン市庁舎

### 議会
シュミッテンの町議会は、31議席からなる。

### 首長
合併後のシュミッテン町長を列記する。
- 1972年: ハンス・キンケル（州が指名した首長）
- 1973年 - 1991年: ゲオルク・ハール (CDU)
- 1991年 - 1997年: ヨーゼフ・ブラウン (FWG)
- 1997年 - 2003年: マルクス・テプファー (CDU)
- 2003年 - 2021年:マルクス・キンケル (FWG)
- 2021年 - : ユリア・クリューガース (CDU)

この町最大の政治スキャンダルが、汚職容疑により1991年の懺悔と祈りの日になされた町長ゲオルク・ハールの逮捕である。

### 姉妹自治体
- クルトメ（フランス語版、英語版）（フランス、オルヌ県）1981年
- ムーラン＝ラ＝マルシュ（フランス、オルヌ県）1981年
- サント＝ゴブルジュ＝サント＝コロンブ（ドイツ語版、英語版）（フランス、オルヌ県）1981年[12]

### 旗
ヘッセン州内務省は、1987年にこの町の旗を承認した。この旗は以下のように記述されている。シュミッテンの町の旗は、長辺沿いに赤、白、青の地色に塗り分けられ、上半分に町の紋章が配されている。

## 文化と見所

### クラブ
アルノルツハイン地区最大のスポーツクラブが Spvgg ハットシュタインで、多くのスポーツ種目が選択できる。

### ルフトクアオルト

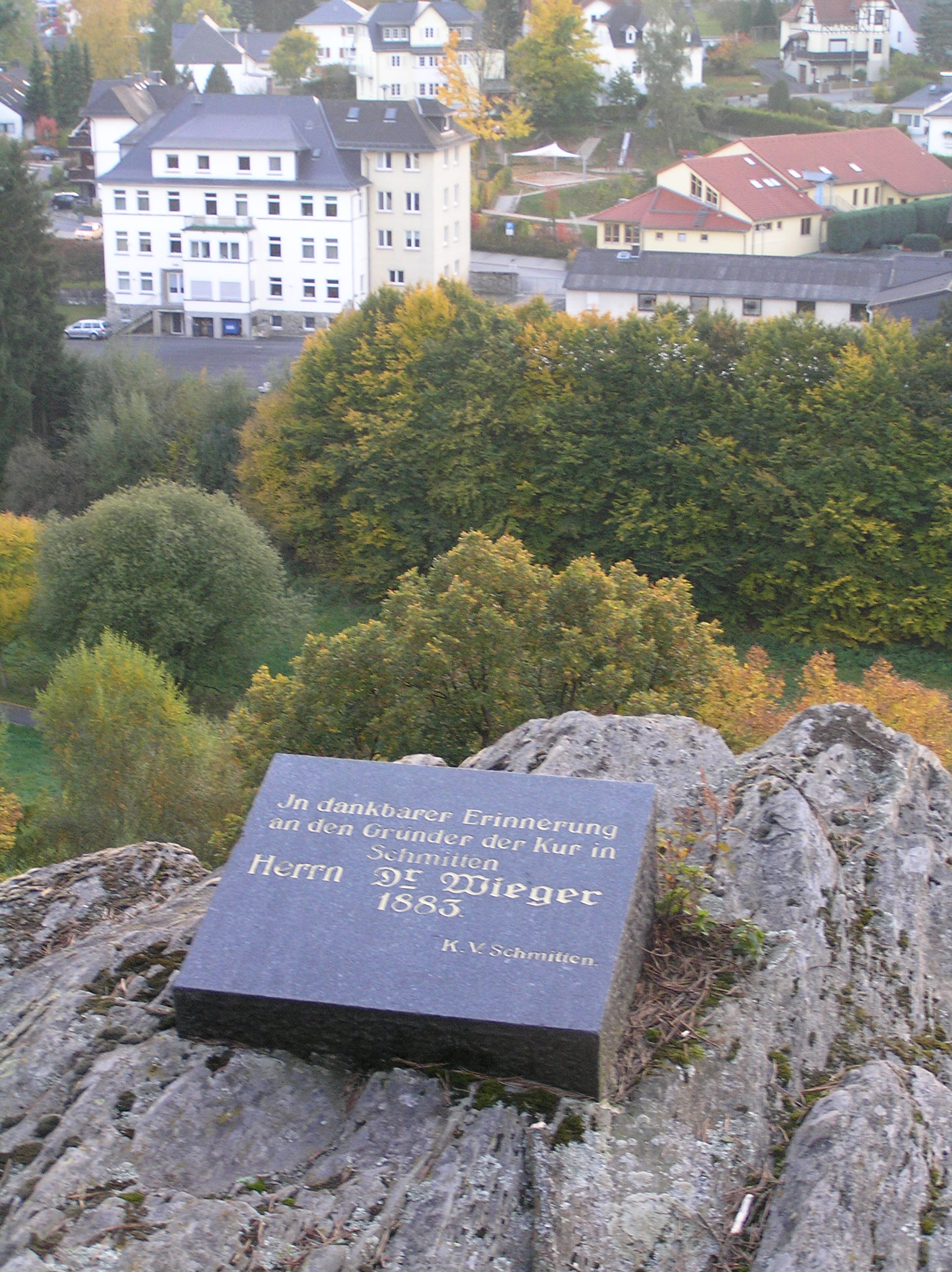
ヴィーガーフェルゼンのヴィーガー博士記念板

現在のシュミッテン町域における観光業の歴史は19世紀に始まった。タウヌスクラブの活動は、遊歩道や避難小屋を設けることで山地を開発し、フェルトベルクフェストはフェルトベルクを観光地として知らしめた。1860年にフェルトベルクに最初の旅館がオープンした。
1883年に医師のヴィーガー（現在もシュミッテンのヴィーガー通りや町の背後の高台ヴィーガーフェルゼンとしてその名が知られている）がシュミッテン保養協会を創設した。彼は、旗をデザインし、オーバーウルゼルまでの郵便馬車を開通させ（1884年に郵便馬車協会が設立された）、町の景観美化に努めて客にとって魅力的なものにし、適切な宿泊費を設定した。
保養協会の施策は成功した。1884年には125人だった客は1908年に600人、1920年代には3,000人から4,000人にまで増加した。ドイツ皇帝ヴィルヘルム2世（1910年4月5日）やロシア皇帝のニコライ2世（1910年9月10日）といった貴顕もフェルトベルクを訪れた。
保養協会は1928年に解散した。保養管理事務はこの町から移転した。現在は、観光・保養協会がこれらの面で町を支援している。
シュミッテンは現在も州指定のルフトクアオルト（空気の清浄な保養地）となっている。この肩書きを保つために、定期的に気候鑑定書が作成され、観光インフラが整備されている。しかし、現在では、観光業の重要性は著しく減退している。シュミッテンは休暇中の日帰り観光地となっている。これに伴ってホテルやペンションの数は大きく減少している。

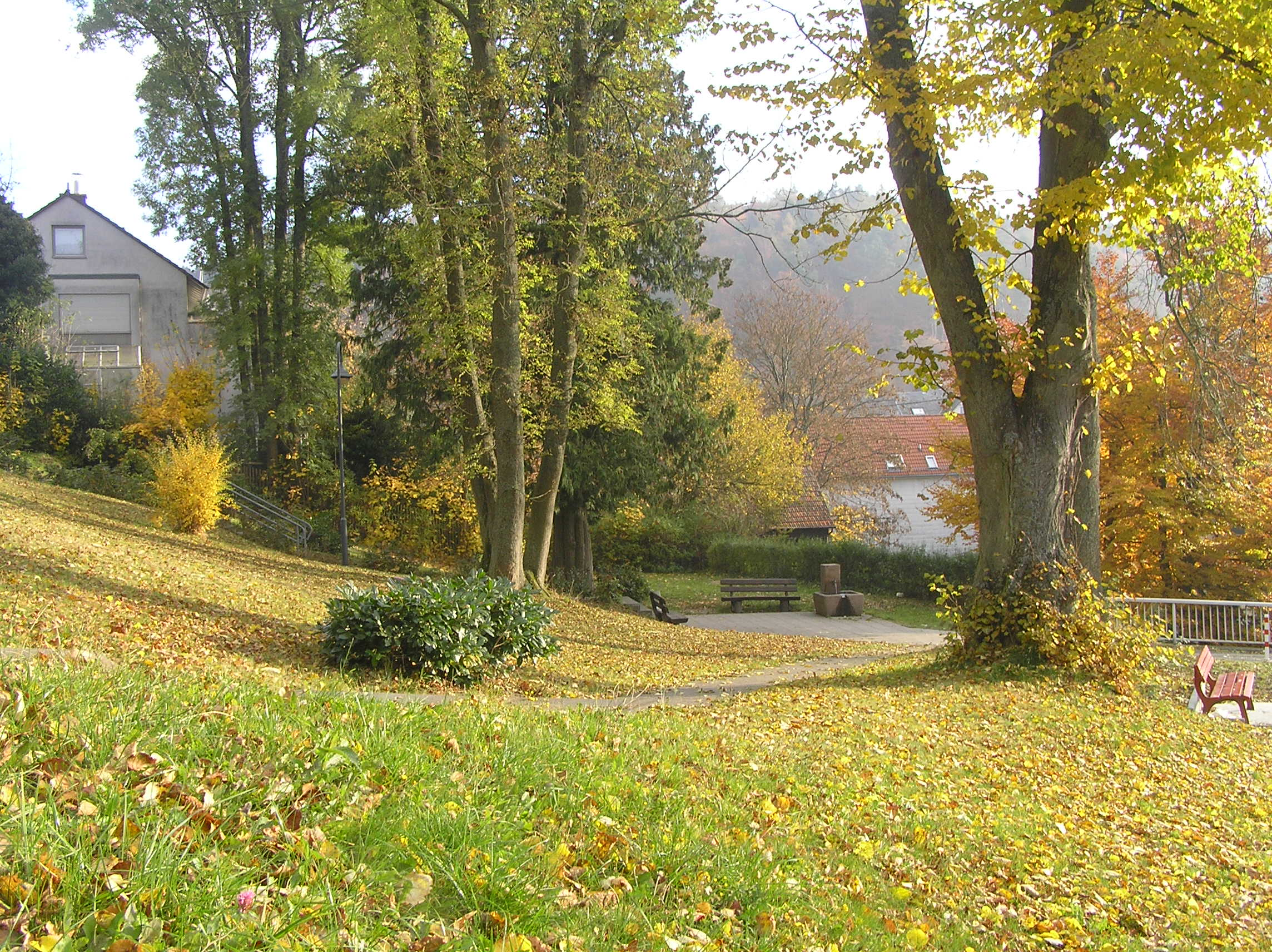
シュミッテンの公園

### 公園
町役場とスーパーマーケットとの間の町の中心部に公園がある。この場所は1762年から、元々はカトリックの墓地として用いられていた。1848年に墓地は拡張され、福音主義信者の埋葬にも利用されるようになった。最後の埋葬は1897年になされた。この場所は1940年頃から公園として用いられた。

### 見所

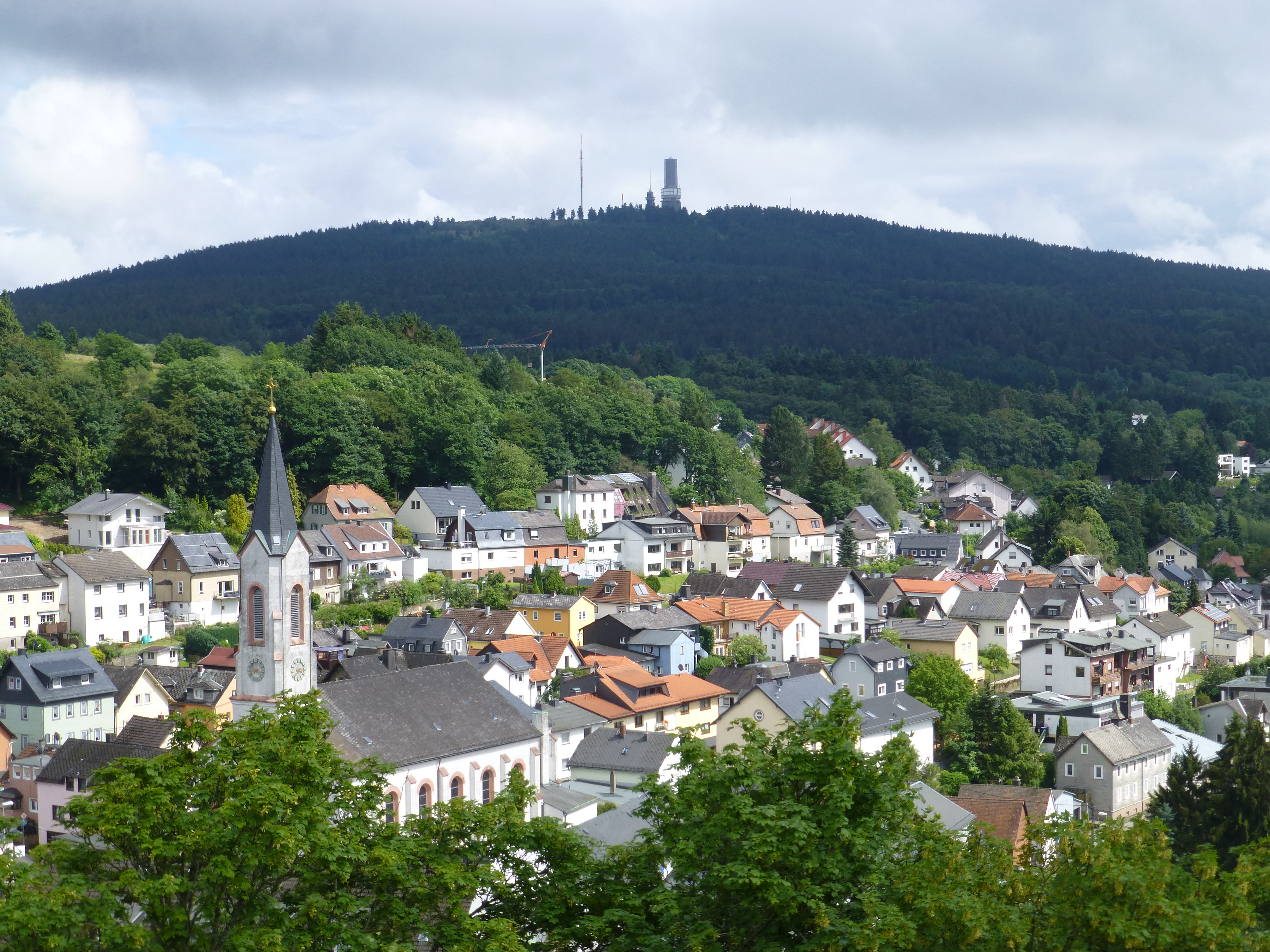
ライフェンベルク城から見たオーバーライフェンベルクの街とグローサー・フェルトベルク

#### グローサー・フェルトベルク
タウヌスの最高峰であるグローサー・フェルトベルクには、特にライン＝マイン地域から毎年10万人以上が訪れる。オーバーライフェンベルクにはスキーやソリ遊びのためのリフトがある。最大の魅力は、タウヌスの自然と何 km にもわたる整備された遊歩道である。

#### トライスベルク
トライスベルク近くの高度 663 m のプフェルツコプフに建つ展望塔は、タウヌス地方を一望できる人気のハイキング地である。冬にはタウヌス・スキーおよびソリ協会の魅力的なリフトが観光客を惹きつける。

#### ヴァイルタール
ヴァイル川は、フェルトベルクから湧出し、タウヌス自然公園を縫って流れ、ヴァイルブルクに至る。ヴァイル川沿いに遊歩道ヴァイルタールヴェークが設けられている。ヴァイルタール（ヴァイル川の谷）は、家族連れや自然愛好家に人気であるが、オートバイやサイクリングにも人気である。ホーホタウヌス通りによって自動車観光客もヴァイルタールを訪れることができる。
毎年開催されるヴァイルタール＝マラソンのほかに、ヘニンガー塔周囲で行われる伝統的な自転車レースもヴァイルタール上流域を通る。

#### リーメス
ローマ帝国時代の国境「リーメス」が、ニーダーライフェンベルクおよびオーバーライフェンベルクの高台にあたるタウヌスの尾根を通っていた。シュミッテン町内のこれにあたる地域には、ローマ時代の小さな城砦フェルトベルク城、旧狩猟館、ハイデンシュトックがある。保存されている地中の基礎壁がローマ時代の防衛施設をしのばせる。

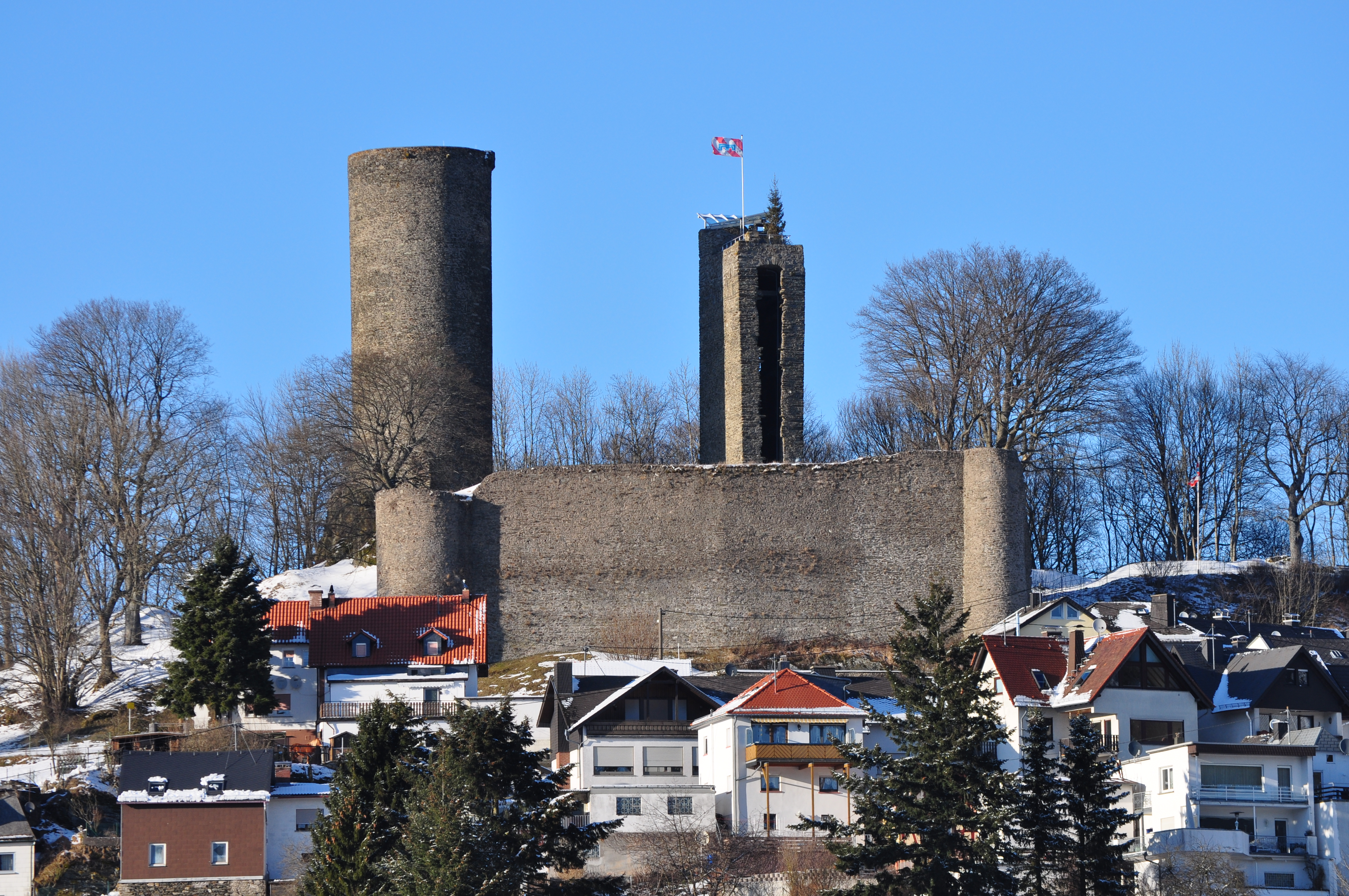
ライフェンベルク城のベルクフリート（左）と居住塔（右）

#### ライフェンベルク城趾
ベルクフリート（下部のみ、約 33 m）と居住塔 (ドンジョン) が保存されており、オーバーライフェンベルクとヴァイルタールを見おろしている。

#### ハイルクリマパルク
シュミッテンの町域はハイルクリマパルク・ホーホタウヌスへの2つの入り口に位置している。

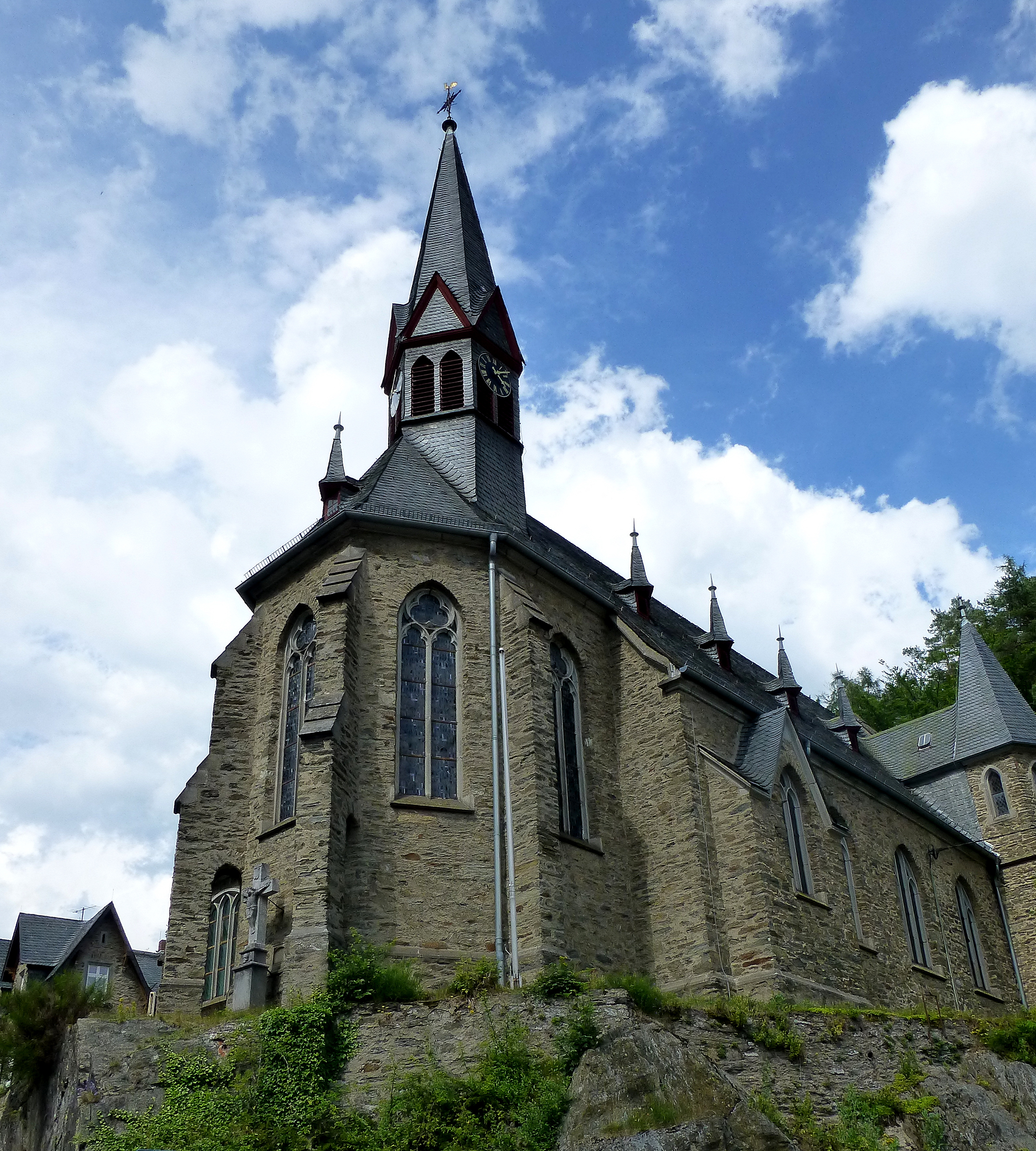
聖カール・ボロメウス教会

#### 聖カール・ボロメウス教会
シュミッテンの町域で目を惹くのが聖カール・ボロメウス教会である。この町を貫く2本の通りの交差点沿いに位置するこの建物を見落とすことはない。この教会は1893年にネオゴシック様式で建設された。建築資材は、建築現場のすぐ近くの岩山から切り出されたタウヌスシーファー（スレート）である。そのためこの教会はまるで岩山にはめ込まれたように見える。隣接する司祭館（この教会は1921年から教区教会となっている）も同じ建築資材で建てられている。
単廊式の内部は、筒型ヴォールトで支えられている。交差リブヴォールトの内陣室は3面が閉じられている。
建設当初からの外観は、1967年、1984年、1989年の改修工事で近代的な外観に造り替えられた。注目されるのは、マインツの画家トーマス・フォーゲルによるネオキュビズムの有翼祭壇（1984年）で、十字架の道行き、復活、疑い深いトマスに対する示現が描かれている。
教会の入り口脇にある岩山の「マリアのグロッテ」は、元々は戦時中の防空壕で、1945年の終戦後まで使われていた。アンネリーゼ・デーゲン作のマリア像は、2階席への上り口にあるピエタ像と同じく1950年代に製作されたものである。
教会の近くにある階段は、町を見おろす展望台のヴィーガーフェルゼンに通じている。

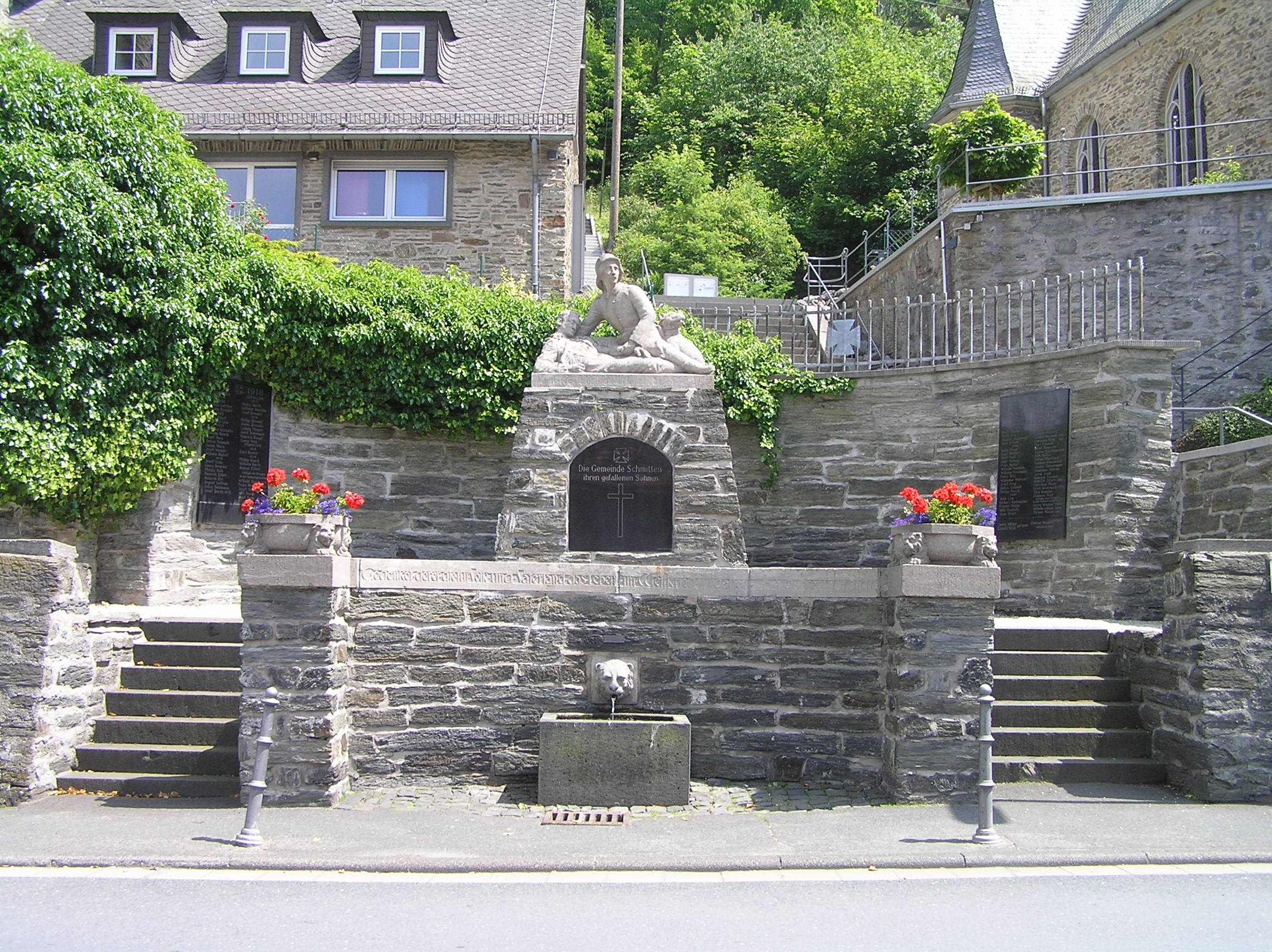
シュミッテンの戦争記念碑

#### 戦争記念碑
教会前左手に、シュミッテンの町の戦争記念碑がある。この記念碑は第一次世界大戦後寄進によって建立されたもので、フランクフルトの彫刻家 W.O.プラックにより制作され、1925年10月25日に除幕された。教会と同じ様式で地元の石材で創られたこの記念碑は、獅子の頭部を持つ泉となっている。さらに、「シュミッテンの町 - その亡くなった息子たちへ」という名を刻んだ石板を掲げ、記念碑本来の役割を果たしている。そこには傷ついた仲間を助け起こそうとむなしい努力をする兵士が描かれている。記念碑の側面にはこの世界大戦で命を落としたシュミッテン住民の名前を刻んだ石板がある。第二次世界大戦後には、この戦争でなくなった住民の名前を刻んだ2枚目の石板が設置された。

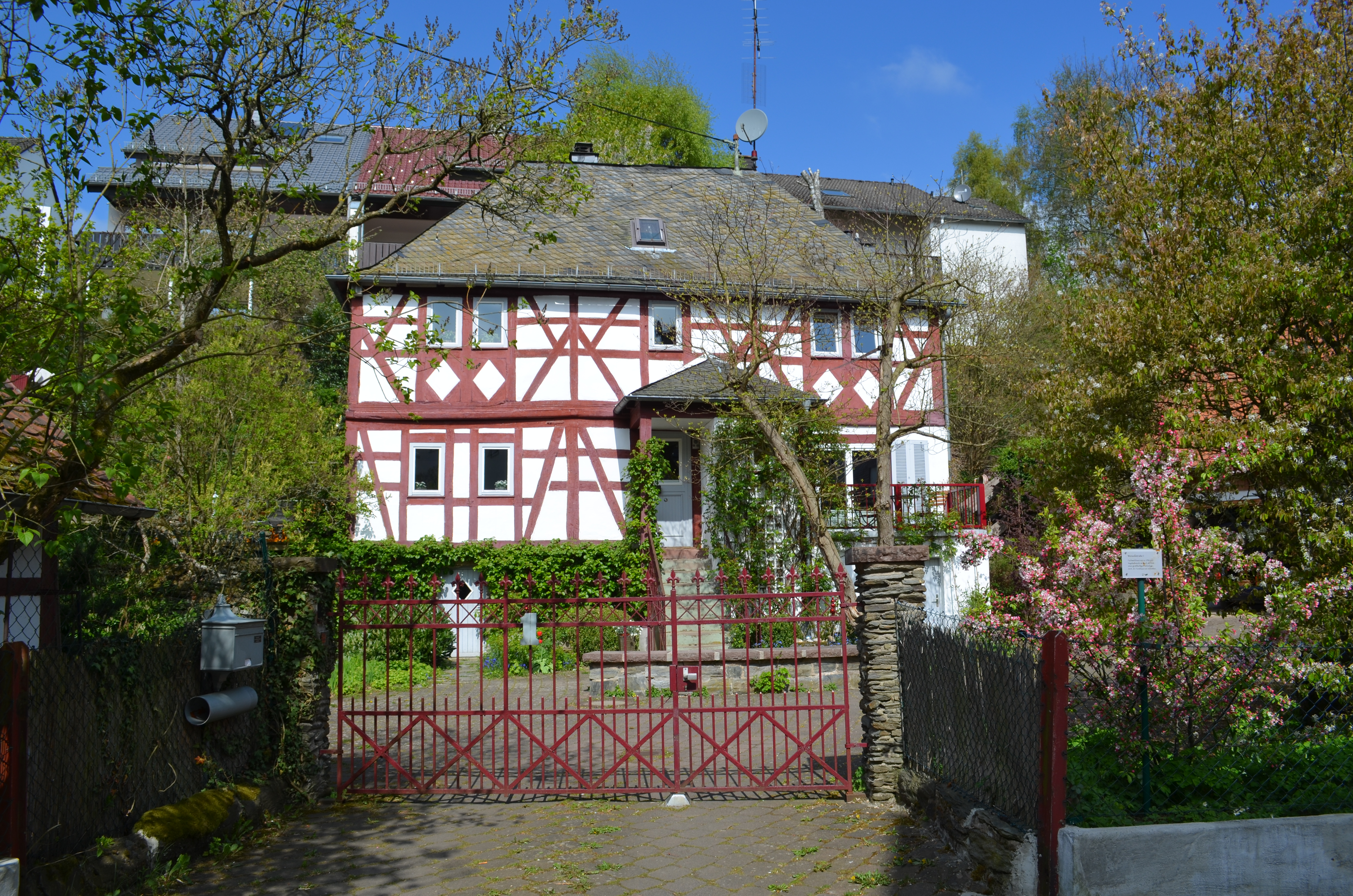
ヴェンツェル通り1番地の旧営林署

#### 木組み建築
シュミッテンの中心部には散発的に木組み建築が点在している。
- ツーム・フェルトベルク/シラー通りのエックハウス
- カノーネン通り 6-8番地（1896年建造の「クアハウス・オックス」）
- ヴェンツェル通り 1番地（1750年頃建造、19世紀にはシュミッテンの営林署として使われていた）
- ツーム・フェルトベルク 6番地（「シュヴァルベンホーフ」）

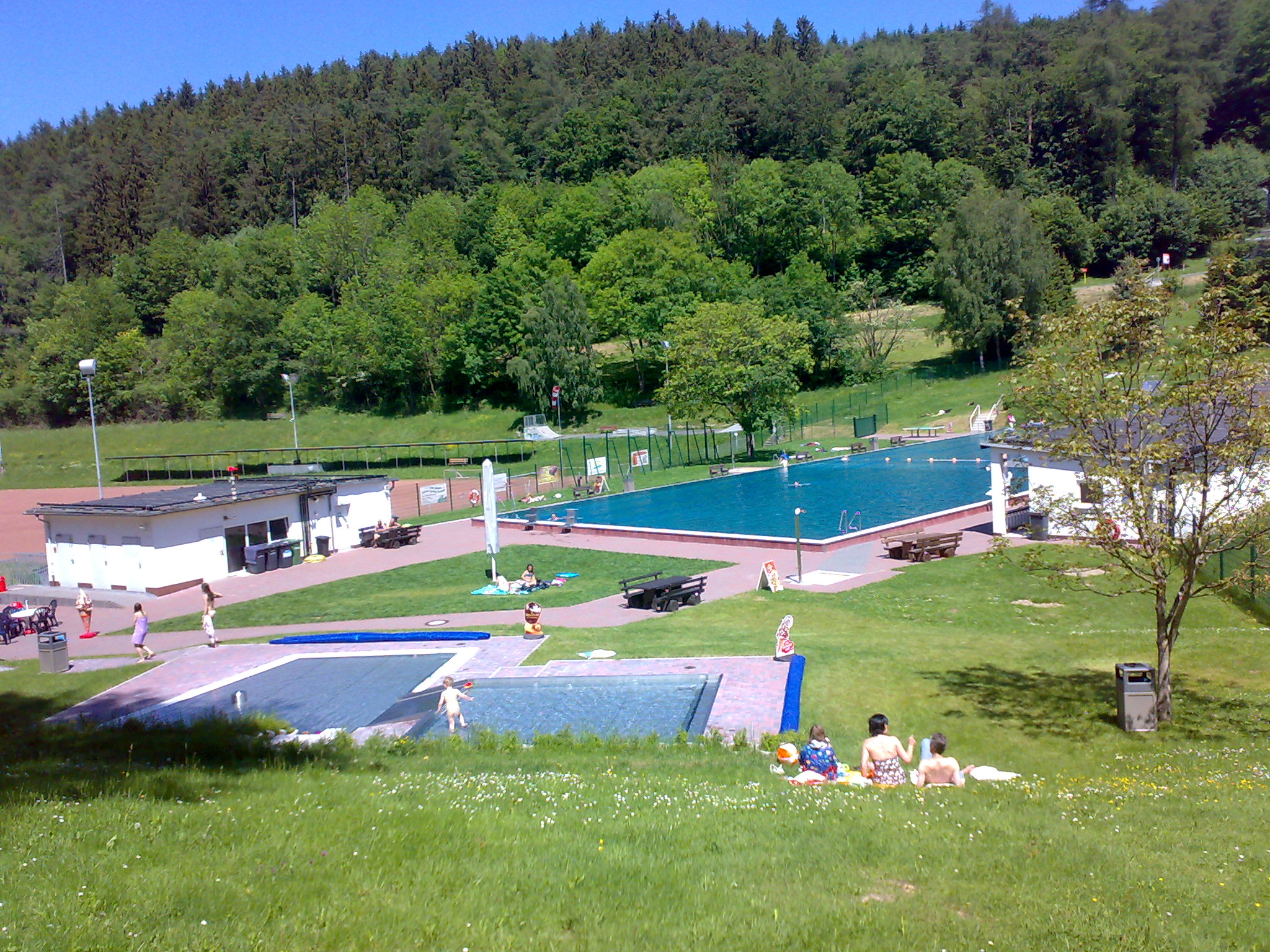
シュミッテンの屋外プール

### レジャー施設とスポーツ施設
- シュミッテン地区にはヘッセン州で最も高い場所にある屋外プールがある。
- ニーダーライフェンベルク地区では、クアッドを体験できる。
- オーバーライフェンベルク地区では、タウナツアーズ社がアスレチックコースを運営している。

## 経済と社会資本

### 交通
ヴァイタールは、昔からライン＝マイン地域からヴァイルブルクへ至る交通路沿いに位置していた。ケーニヒシュタインの峠道ローテス・クロイツとザントプラッケンはシュミッテンで合流し、ヴァイルタールを通ってラーン川に至る。乗り合いバスと乗り合いタクシーがこの町の地区内を通る唯一の公共交通機関である。

### 地元企業
中核地区最大の製造業者が、鋳造設備業者のカール・シュミット社である。拡声器メーカー HECO は、倒産するまではシュミッテンに大きな工場を有していた。

### 教育機関
シュミッテンには基礎課程学校が2校ある。

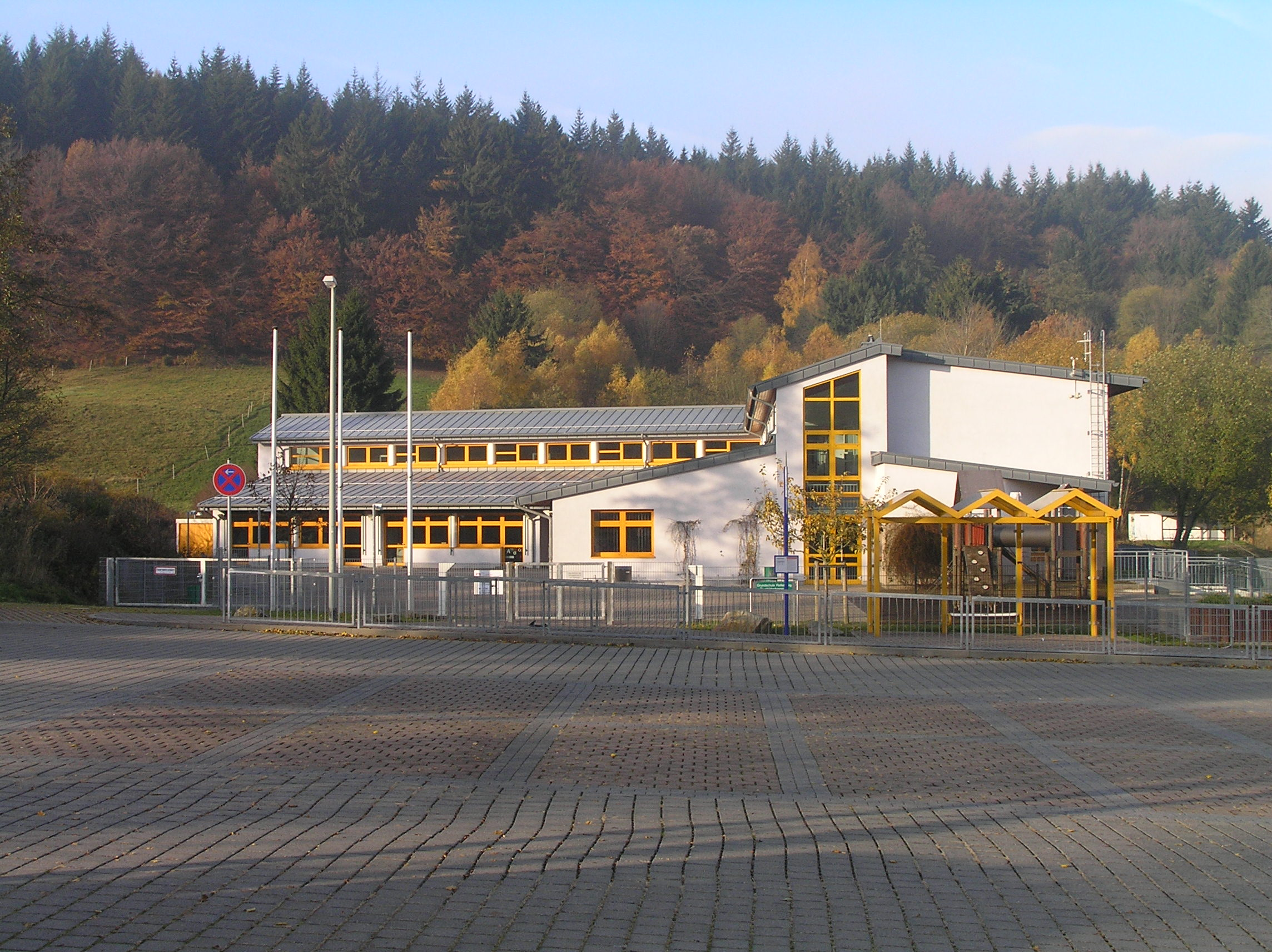
ライフェンベルク基礎課程学校

- アルノルツハイン地区のユルゲン＝シューマン＝シューレ
- ニーダーライフェンベルク地区のライフェンベルク基礎課程学校

このほかに、ドルフヴァイル地区にドルフヴァイル・ファミリー休暇施設（集会センターを持つ）、アルノルツハイン地区に「マルティン＝ニーメラー＝ハウス」の福音主義アカデミーがある。マルティン＝ニーメラー＝ハウスは1954年にオープンした。その主館はテオ・パプストによって設計された。この施設には、2つのホール、多くの会議室、68の部屋がある。2011年に 650万ユーロを費やして、改修がなされた。
オーバーライフェンベルク地区では、2010年8月からモンテッソーリ・エコスクールが運営されている。ここでは、子供たちは終日面倒見られ、成長を見届けられる。重点はモンテッソーリ教育、自然教育、環境教育である。